# Kulturpolitik
Kulturpolitik er den del af den politiske virksomhed, der handler om hvordan kulturlivet, kulturbranchen eller kultursektoren i et samfund skal reguleres, støttes eller påvirkes.:16  I Danmark har Folketinget etableret et Kulturudvalg bestående af kulturordførerne fra de folkevalgte partier, og regeringen har en kulturminister, der er øverste chef i et kulturministerium, der forvalter regeringens kulturpolitik.
Kulturpolitik som fænomen findes i de fleste samfund igennem historien, på trods af at begrebet i sig selv er relativt nyt. I tidligere samfund har meget kunst, arkitektur og design været opført på baggrund af politiske ønsker for eksempel som magtsymboler i form af staturer eller religiøse monumenter og templer. Det gælder blandt andet det antikke Grækenland.

## Kulturpolitiske modeller
Selvom alle stater som udgangspunkt fører kulturpolitik, er der imidlertid en stor grad af variation forskellige lande imellem. I den kultursociologiske og politologiske forskning opererer man ofte efter fire typer af kulturpolitik inddelt på baggrund af politiske mål, armslængdeafstand og økonomiske faktorer.:3 :23  Disse typer fokuserer dog på det humanistiske kulturbegreb, der primært dækker over kunst og andre symbolske udtryk.
- Tilrettelæggermodellen indebærer, at staten ikke har en direkte og aktiv rolle i finansiering af kunst. Derimod forventes det, at private aktører eksempelvis dele af civilsamfundet og markedet yder støtte og finansiering. Staten understøtter imidlertid kunstproduktion på andre måder, typisk ved at give sektorrettede skattelettelser. Filmproduktioner kan i USA for eksempel få skatterabatter eller blive undtaget visse afgifter.[7]
- Mæcenmodellen medfører, at staten indirekte støtter kunstproduktion. Typisk nedsættes der uafhængige kunstråd, som forvalter fordelingen af støttemidler på vegne af staten.  Alle beslutninger om, hvem der skal modtage tilskud, træffes af kunstrådet. Officielt har staten ingen indflydelse på, hvilke beslutninger rådet træffer. Kunstrådene, som dog er udpeget af regeringen, forventes at arbejde uafhængigt af regeringen uanset dennes politiske overbevisninger. Kunstrådet fungerer med andre ord som et såkaldt armslængdeorgan.
- I Arkitektmodellen bliver kulturbegrebet udvidet og indgår i den bredere politiske tænkning. Formålet med kulturpolitikken bliver ikke som i Tilrettelægger- og Mæcenmodellerne at understøtte god kunst for kunstens skyld, men derimod at sikre at kunst og kultur indgår i en bredere velfærdspolitik, der kommer alle lige meget til gode. De kulturpolitiske beslutninger tages derfor i den lovgivende og udøvende magt af folkevalgte politikere med direkte indflydelse på fordelingen af midler.
- Ingeniørmodellen adskiller sig ved ikke at hvile på et politisk liberalt grundlag i form af demokrati, privat ejendomsret og markedskræfter. Derimod bygger modellen på en planøkonomisk politisk styring, hvor staten har kontrol over hele kunstproduktionen. Kun den kunst, der understøtter statens andre formål, produceres.

| Model                  | Modelland      | Politisk mål                                       | Finanseringsmekanisme                                                       |
| ---------------------- | -------------- | -------------------------------------------------- | --------------------------------------------------------------------------- |
| Tilrettelæggermodellen | USA            | Mangfoldig sammensætning af kunstproduktion        | Staten: Skattereduktioner; Markedet og civilsamfundet: Produktion og støtte |
| Mæcenmodellen          | Storbritannien | Kun den bedste kunst produceres                    | Statens kunststøtte forvaltes af uafhængige råd og nævn                     |
| Arkitektmodellen       | Frankrig       | Kultur indtænkes i et bredere velfærdspolitisk mål | De lovgivende og udøvende statsorganer forvalter kunststøtte                |
| Ingeniørmodellen       | Sovjetunionen  | Kunst er politisk-pædagogisk opdragende            | Staten har ejerskab over hele produktionskæden                              |
| Kilder: :3 :23         |                |                                                    |                                                                             |

Som det ofte er med idealtyper, kan de fleste landes kulturpolitiske praksisser sjældent placeres i én model uden overlap med de andre. De skal derimod ses som grundlæggende politiske træk, der kan ses i de fleste lande. Danmark opererer eksempelvis med et bredt kulturbegreb, og kulturpolitikken ses i sammenhæng med statens generelle velfærdspolitik. I Danmark kan virksomheder i fratrække indkøb af original kunst, hvis det hænges op eller stilles op i virksomhedens lokaler. Statens Kunstfond, Det Danske Filminstitut og De Regionale Kunstfonde uddeler kunststøtte på baggrund af faglighed, hvilket sikrer en vis armslængde til politikerne, og at den gode kunst prioriteres, men det politisk styrede Slots- og Kulturstyrelsen varetager også funktioner såsom bygningsfredning og kulturarvsbeskyttelse. Danmark lægger sig altså op af i hvert fald Tilrettelægger-, Mæcen- og Arkitektmodellen, men har samtidig et grundlæggende velfærdspolitisk mål.

## Kulturpolitik i Danmark
I Danmark har det ligesom så mange andre samfund også været ført kulturpolitik lige så længe, der har været politisk magt.

### Kulturpolitikkens historie
Indtil Reformationen i 1500-tallet spillede den katolske kirke en central økonomisk og normativ rolle for dansk kunst og kultur, men med overgangen til en protestantisk kirke rykkedes kulturpolitikken til den enevældige konge. Det er i denne periode op til regerende konger og siddende finansministre hvilke kulturinstitutioner, som blev understøttet økonomisk. For eksempel grundlagdes Det Kongelige Teater, som først gik under navnet Grønnegadeteatret indtil det flyttedes til dets nuværende placering på Kongens Nytorv, i 1722 ved kongeligt privilegium som Danmarks nationalscene.:29-30  Det er også under den oplyste enevælde, at censuren i 1770 fjernes, men i løbet af de næste 80 år står trykkefrihed til debat, og med Trykkefrihedsforordningen af 1799 bliver trykkefriheden igen indskrænket. Det er i denne periode, at flere markante aviser og tidsskrifter grundlægges med Berlingske den formentlig mest kendte.:98-106  Da Danmark med den første grundlov i 1849 nærmede sig en demokratisk stat med ytringsfrihed rykkede fordeltes også den kulturpolitiske magt mellem Folketinget som lovgivende magt og Kongen i form af Regeringen som udøvende magt. På den måde er de kulturpolitiske rammer betinget af de bredere religions-, magt- og samfundsstrukturer.:29 
Ministeriet for Kirke- og Undervisningsvæsenet oprettedes som følge grundloven af 1849 og fik udover kirke- og skolepolitikken til opgave at varetage styringen af en række kulturinstitutioner herunder Det Kongelige Teater og Det Kongelige Danske Kunstakademi. Ministerierne deltes i 1916 hvor Undervisningsministeriet fremover varetog kulturpolitikken. Efter 2. verdenskrigs slutning i 1945 er Danmark atter frit efter at have været under tysk kontrol siden 1940, og man begynder herefter at lægge de første sten til den danske velfærdssamfund. Her får staten til opgave at opveje markedets mangler med tilrettelagt politisk regulering, hvilket også gælder kulturpolitikken. Velfærdspolitikken har til formål at sikre alle borgere sikkerhed i form af for eksempel bolig, sundhed og arbejde, men også lige adgang til tjenester såsom uddannelse, oplysning og kultur. Et selvstændigt kulturministerium oprettes i 1961 for at samle kulturpolitikken under ét ressort.:31-32  Forvaltningen af Det Kongelige Teater, Kunstakademiet, musikkonservatorierne, arkiver, biblioteker, museer, radio, TV og økonomisk støtte til kulturproduktion flyttedes fra Undervisningsministeriet, mens film, teater og naturfredning overtages fra andre ministerier. Kulturpolitikken i velfærdssamfundet indebar lovgivning, som fremmer og udbreder alsdige kulturelle goder, så det kommer alle befolkningsgrupper til gode.:32-33 
I 1960'erne blev kultur anset som synonymt med begrebet kunst, og det blev et omdrejningspunkt for Kulturministeriet at demokratisere finkulturen. Dette indebar både at sætte de udøvende kunstnere fri og sikre fri tilgængelighed for alle. Der blev lagt vægt på kulturformidling og decentralisering, så kunsten var tilstede dér, hvor befolkningen bor. Derfor blev flere dele af kulturpolitikken lagt ud til kommunerne og de statslige kulturtilbud skulle i højere grad turnere rundt i landet, så oplevelsen af kulturtilbud ikke længere krævede en rejse til de største byer. I 1970'erne skiftede man fokus fra demokratisering af kulturen til kulturelt demokrati. Det indebar erkendelsen af et bredere kulturbegreb, med vægt på oplysning og folkekultur. Et eksempel på den nye kulturpolitiske orientering er støtten til amatørteatergrupper. Argumentet er, at folks egen deltagelse i kulturproduktionen fremmer den kulturelle forståelse og muligheden for også at indgå i finkulturen, der således blev åbnet op for lavere socialklasser. Alle kulturformer blev anset som ligeværdige i forvaltningsøjemed.:34-38  I 1980'erne og 90'erne blev kulturpolitikken i højere grad instrumentaliseret, da kulturinitiativer også benyttes til socialpolitiske, pædagogiske formål for eksempel for at forebygge arbejdsløshed og sociale problemer i udsatte grupper. Derudover kom der et nyt økonomisk fokus på kunsten, der kan eksporteres, og kulturpolitikken indgår også som en del af den generelle erhvervs- og udenrigshandelspolitik.

### Moderne kulturpolitik
Kulturpolitikken kan inddeles i fire spor, med hver sit kulturbegreb: Det humanistisk, det oplysningspolitiske, det sociologiske og det antropologiske kulturbegreb.:33 
Med udgangspunkt i det humanistiske kulturbegreb arbejdes der med kunst og andre symbolske udtryk såsom film, teater, billedkunst. Der ydes produktionsstøtte igennem tilskudsordninger. Eksempelvis uddeler Det Danske Filminstitut støtte til film-, TV- og spilproduktion for 532 millioner kroner årligt igennem en række ordninger herunder Konsulentordningen, New Danish Screen, Spilordningen og Public Service-Puljen. Derudover arbejdes der med kulturformidling, ligesom der findes en række kunstneriske uddannelser, der skal sikre et dansk kunstproduktionsmiljø. Det gælder for eksempel Den Danske Filmskole, Den Danske Scenekunstskole, musikkonservatorierne og Kunstakademiet.
Medierne står centralt i det oplysningspolitiske kulturbegreb. I Danmark er public service med til at sikre frit tilgængelig information fra uafhængige medier. De statsejede medier, DR og TV 2, er begge underlagt public service-reglerne, ligesom en række andre medier, herunder Radio4 og 24syv (tidligere kaldt LOUD), er det. Medienævnet under Slots- og Kulturstyrelsen uddelte 390 millioner kroner i 2021 til skrevne medier på tryk og på nettet.:5  Det er også staten, der fordeler radio- og tv-frekvenser til danske medievirksomheder. Der forhandles et medieforlig i Folketinget hvert andet til fjerde år, der blandt andet fastsætter fordelingen af økonomiske midler.
Det sociologiske kulturbegreb dækker over de fælles værdier, traditioner og livsformer, der findes i Danmark, og som kulturpolitikken understøtter. Dette omhandler blandt andet demokratiske debatter og folkeoplysning. Staten yder støtte til aftenskoler, folkehøjskoler og biblioteker, men understøtter også idræt- og fritidsaktiviteter, der samler mennesker i fællesskaber.
Kulturpolitikken eksterne opgaver samles under det antropologiske kulturbegreb, der dækker over alle livets dimensioner. Det indebærer blandt andet politiske prioriteringer i relation til uddannelse, arbejdsmarked, innovation, velfærd og politisk demokrati. Således bliver kulturpolitikken meget bredt formuleret, og der er er vist overlap med andre politiske områder såsom uddannelses-, forsknings- og erhvervspolitik.

#### Politisk-administrative niveauer
I dag forvaltes kulturpolitik både på nationale, regionale og kommunale niveauer. Derudover er EU som overstatslig aktør også med til at rammesætte medlemsstaternes kulturpolitik.
På det nationale plan varetager Kulturministeriet og Folketingets Kulturudvalg kulturpolitikken. Det indebærer mediepolitik, nationale museer, bygningsfredning, kulturmiljø, fortidsminder, idræt, ophavsret, folkeoplysning, skabende kunst, musik, teater, film, og videregående kunstneriske uddannelser.
Regionerne spiller en mere begrænset kulturpolitisk rolle, men det er igennem fokuspunktet "regional udvikling", at kulturen især tænkes ind. Selvom regionerne også til dels arbejder med kultur, er deres rolle som udgangspunkt at koordinere og facilitere kommunale og statslige partnerskaber. Region Midtjylland lægger for eksempel vægt på helheder og en sammentænkning af kultur samt delingen af viden og erfaringer. Region Hovedstaden samarbejder med en række kulturinstitutioner for at sikre et mangfoldigt kulturudbud og styrke adgangen til kulturelle oplevelser, da man mener, at kulturen bidrager til aktive og sunde borgere, der trives både fysisk og mentalt.
I kommunerne forvaltes en stor del af den borgernære kulturpolitik. Det gælder for eksempel folkebibliotekerne, som sikrer kommunens borgere gratis adgang til litteratur og medier. Derudover forvalter kommunerne lokale idrætsfaciliteter såsom sportsstadioner, svømmehaller, idrætshaller. Musikskolerne drives ofte i sammenhæng med kommunernes andre børne- og ungdomstilbud. De fleste kommuner yder derudover økonomisk støtte til frivillige foreninger og lokale borgerdrevne kulturinitiativer, ligesom kommunerne også afsætter penge af til kunst og kultur i bybilledet. Det gælder for eksempel udgifter til skulpturer i rundkørsler, parker osv.